# Adesmia obovata
Adesmia obovata är en ärtväxtart som beskrevs av Dominique Clos. Adesmia obovata ingår i släktet Adesmia och familjen ärtväxter. Inga underarter finns listade i Catalogue of Life.